# Chuarrancho
Chuarrancho est une ville du Guatemala dans le département de Guatemala.